# 放課後バトルフィールド
『放課後バトルフィールド』（ほうかごバトルフィールド）は講談社ラノベ文庫から2012年8月9日に発刊された弓弦イズルのライトノベル。インフィニット・ストラトスを未完にした弓弦イズルの講談社ラノベ文庫からの刊行第一作である。イラストは美和美和が担当している。

## 概要
本作はインフィニット・ストラトスを未完にした弓弦イズルの講談社ラノベ文庫からのリリース第1作であり、執筆時において著者の弓弦が私生活でのめり込んでいるサバゲー（サバイバルゲーム）を題材として取ったものである。また舞台としている私立楼蘭学園は茨城県つくば市にあるという設定となっており、弓弦の居住地周辺を舞台としていることとなる。
プレイヤーのみ存在する異空間「放課後バトルフィールド」においてサバイバルゲームをプレイし、プレイで得られたポイントは一般の店舗で通貨の代わりとして使用することができるというシステムとなっている。
（注）記述の簡略化のため、本項の以下の項目においては適宜「放課後バトルフィールド」を「BF」と省略する。
ナンバリングがされているが、2014年11月現在まで続巻の発売予定は発表されていない。

## あらすじ
姉妹2人と暮らす優等生な高校生牧島カヲラは、高校3年に進級したばかりの4月9日に暴力的なダブリの先輩九段下ホマレにより異空間サバイバルゲーム「放課後バトルフィールド」のプレイヤーとして目をつけられ、野外活動部に強引に入部させられる。成績優秀な特待生で、目指す市役所職員の採用試験合格に向け万全の体制を整えるため、BFに乗り気ではなかったカヲラであったが、BFで獲得した対戦ポイントは現実世界において金銭の代替として使用できることから、大事な妹の進学資金を稼ぐためBFへの参加を決意する。九段下とカヲラ、カヲラと同様の手口により野外活動部に勧誘されたカヲラの小学生時代からの友人榊アリト、ホマレにより部員勧誘を命ぜられたカヲラが誤解から勧誘してしまった成績優秀なお嬢様断花ユーリの新入部員3人に、高校に入学したばかりの1年生ながら既に凄腕のサバゲープレイヤーである狂圧クルルの合計5人で、私立楼蘭学園野外活動部=クラン「楼蘭」の今年度の活動がスタートする。

## 登場人物
牧島カヲラ（まきしま かをら）
本作の主人公の私立楼蘭学園3年生。4月4日生まれの18歳。
高校3年に進級した直後の4月9日に九段下ホマレに校舎屋上に呼び出され、楼蘭学園野外活動部に半ば強制的に入部させられる。高校3年になって新入部員として加入させられたのは、野外活動部の活動内容であるサバゲーにおいて満年齢18歳以上のプレイヤーとそれ未満のプレイヤーでは扱うことができる銃に差があるからである。
2歳上の姉アイリと2歳下の妹サクヤの3人で生活しており、妹のサクヤに対して過保護に接する描写が作中において随所に見られる。姉妹2人との同居、およびその世話のかなりの部分をこなしていることからその年代の女性の扱いにはかなり慣れており、野外活動部の女性陣3名（九段下ホマレ・断花ユーリ・狂圧クルル）からも表現方法には違いはあれども好意的な反応を得ている。
学業成績は優秀で学年での順位は2位。学年順位5位以内の生徒の特典である授業料全額免除を受けている。カヲラ自身はより学力レベルの高い高校への進学も十分に可能であったが「進学校は授業料が高い」ことと前述の授業料免除制度、および自宅から徒歩圏に学園があることから楼蘭学園に進学した。また楼蘭学園卒業後は市役所職員を目指している。
ホマレにより半ば強引に引きずり込まれた野外活動部であったが、メインの活動であるBFをプレイすることにより収入を得ることができ、妹の進学資金の足しにすることができることから野外活動部での活動を続けることにした。その後ストーリーの進行につれてBFを始めとする野外活動部の活動に面白さを見出している。
使用している銃はP90（九段下の手持ちからのレンタル）でチーム内でのポジションはアタッカー。BFにおけるプレイヤーネーム(PN)は「マキシ」。
九段下ホマレ（くだんげ ほまれ）
カヲラを野外活動部=クラン「楼蘭」に引きずり込んだ楼蘭高校3年生。留年しており本来の学年としてはカヲラの1年上となる。
ストーリー開始時（楼蘭学園新学期開始時点）においては野外活動部の所属部員は自身とクルルの2名のみであり、廃部を免れるためには早急に新入部員を確保する必要があったことからカヲラとアリトの2名を校舎屋上にそれぞれ呼び出し、強引な手段（暴力的手法含む）により半強制的に加入させた。
作中ではカヲラを意識する描写が随所に見られるが、カヲラと相対した場面では照れ隠しに乱暴な行為や発言に及ぶなど明確な意思表示はできていない。
サバゲープレイヤーとしてはかなりの凄腕であり、所有するBFでのスキル「無限射程（インフィニティ）」を由縁とした「閃紅（せんこう）の魔女」の異名をとる。
保有している銃は多数ある模様であるが、作中で用いているのはM249（その後アリトにレンタル）、ステアーHC、L96AWS。BFにおけるプレイヤーネームは「グローリー」で本来のポジションはスナイパーであるが、他のポジションも十分にこなせる。
断花ユーリ（たちばな ゆーり）
カヲラと同じ楼蘭学園3年生で7月生まれ（日は不明）。
ホマレから4月生まれの（18歳となった）新入部員の勧誘を命ぜられたカヲラが4月生まれと7月生まれを聞き間違えて野外活動部に勧誘し入部した。当初ユーリは「（トイガンとはいえ）人を撃つ」ことに抵抗を感じていたが、反面射撃の腕自体はかなり優秀な模様で、小説第1巻第3話における射撃訓練の描写ではターゲットマークの「真ん中の円に弾が吸い込まれていた」。学業成績は優秀でカヲラを抑え学年1位である。運動神経も良く、クラス内でのチーム対抗戦ではキーパーソンとして「勝利の女神」とのあだ名も得ている。
ストーリー開始時点では戸籍上のつながりはなくなっているが楼蘭学園学園長の実の孫であり、ユーリの楼蘭学園への入学も祖父の手引きによるものであることが作中で描写されている。
小説第1巻第1話（実質的には第2話）の登場以来カヲラを意識している描写が作中の随所に見られるが、シャイなためかカヲラには明確に意思表示できていない。
使用している銃はM4カービン（クルルからのレンタル）でアタッカー、他にコルト・パイソン（小説第1巻第4話ではホマレより手渡されたが、所有者がホマレかクルルかは明確に描写されていない）も作中で使用した。小説第1巻ストーリー時点では満18歳となっておらず使用する銃に制限があり射程が短いため、得手ではないアタッカーとしての活動となっている。BFにおけるプレイヤーネームについては小説第1巻時点では明確な描写なし。所有するBFのスキルは「物質貫通（アンチ・マテリアル）」。
狂圧クルル（くるおし くるる）
カヲラより2学年下の楼蘭学園1年生。
高校1年生になったばかりであるがサバゲープレーヤーとしては既にかなりの経験を積んでおり、能力も高い。凄腕のプレーヤー「ダンサー・オブ・ダークネス」と何らかの因縁がある模様であるが、それがどのようなものなのか小説第1巻まででは明確に描写されておらず、クルル自身もその件について触れられることにあからさまに嫌悪感を表している。また、小説第1巻第4話ストーリー中で「ダンサー・オブ・ダークネス」本人と邂逅した際も、過剰に意識するあまりプレイ中のゲームで自滅する結果になってしまっている。
家庭環境では経済的にかなり厳しい状況にある旨が作中で描写されており、食生活環境の劣悪さを見かねたカヲラがクルル用に弁当を作ってやることとなった。
他の野外活動部女性陣2名と異なりカヲラと相対した局面でも動揺する描写はされていないが、カオラに対して好意的な描写は随所に見られる。
使用している銃はG36Cでポジションはアタッカー。BFにおけるプレイヤーネームは実名と同じく「クルル」。所有するBFのスキルは「空中走破（クラフトワーク）」。
榊アリト（さかき ありと）
カヲラと小学校時代からの友人である楼蘭高校3年生。誕生日は4月5日。
新学期開始後すぐに18歳となったことから、カヲラと同様の理由および手口により九段下により強引に野外活動部に入部させられることとなるが、アリト自身もホマレに対して惚れてしまい、入部後は何とかホマレの関心を引こうとするが果たせていない。それどころかホマレから借りていた銃を無謀なチャレンジを行おうとした過程で壊してしまい自身も入院、一時戦線離脱する羽目となりホマレの不興を買っている。
使用している銃はM249（ホマレからレンタル）でポジションはガンナー。BFにおけるプレイヤーネームは「アリ」。
牧島サクヤ（まきしま さくや）
カヲラの妹で聖マリアンヌ女学院1年生。
兄のカヲラを相当に意識しておりブラザーコンプレックスの傾向がある。カヲラの野外活動部入部の話を聞かされた際も、登校時刻ギリギリであったにも係わらず執拗にカヲラに事態の説明を求め遅刻も辞さない勢いであった。また、帰宅時にカヲラがユーリと駅前で一緒にいるところを目撃して嫉妬のまなざしで眺めていたところを姉のアイリに見つかりからかわれるという描写もある。
髪型はツインテール。
牧島アイリ（まきしま あいり）
カヲラの姉でネイリスト。
自宅にいるときにはかなりルーズな格好でいたりもするが、仕事モード時にはスタイリッシュなスーツをきっちりと着こなす。腰まである長髪とあわせ、カヲラ曰く「臨戦態勢（仕事モード）のねーちゃんは相変わらず美人」。カヲラとサクヤのやり取りを「あなたたちを見てるとたのしい」と言いつつ暖かく見守っている。
野外活動部顧問の泉堂ツカサ先生はアイリのことを知っているようであるが、その具体的な内容は不明である。アイリ自身は泉堂先生について小説第1巻時点では何も語っていない。
泉堂ツカサ（せんどう つかさ）
私立楼蘭学園教師で野外活動部の顧問。
身長は低く顔も童顔なため、カヲラ曰く「（泉堂先生より身長が高い九段下と並んで）私服でぎゃーぎゃー言っていると年下に見える」と評している。カヲラの姉のアイリと何らかの形で接点があり、（恐らくはアイリを通じて）カヲラについても一定程度知っていたようであるが、その具体的な接点の内容については小説第1巻時点では明確に作中で描写されていない。

## 既刊一覧
1. 放課後バトルフィールド 2012年8月9日発売 ISBN 978-4-06-375252-6

## その他
小説第1巻刊行前の販促策としての講談社コミックプラスでの試し読み公開については紹介を行ったニュースサイトがある。また発売日前の小説第1巻について「ダークホースとして動きに注目」として言及しているニュースサイト記事も存在した。